# Rayan Rupert
Rayan Rupert, né le 31 mai 2004 à Strasbourg dans le Bas-Rhin, est un joueur français de basket-ball évoluant au poste d'arrière aux Trail Blazers de Portland.

## Biographie
Rayan Rupert est le fils de Thierry Rupert, ancien joueur international français de basket-ball. Il est également le frère d'Iliana Rupert, joueuse de l'équipe de France féminine de basket-ball.
Suivant le parcours de son père durant sa carrière, il prend sa première licence en 2008 à l'Élan Chalon. Une année plus tard, il intègre le club de la JS Coulaines en agglomération mancelle dans lequel il joue en mini-poussins et poussins. À l'âge de 10 ans, il rejoint le SCM Le Mans, association support du Mans Sarthe Basket. Il y évolue en benjamins puis minimes France où il tourne à 5,7 points de moyenne en 2016-2017 et 10,9 en 2017-2018.
En 2018, il intègre le Centre fédéral avec un an d'avance. Il joue d'abord avec les cadets avant d'évoluer avec l'équipe junior en NM1 de 2020 à 2022. Lors de la dernière saison, il inscrit 13,9 points en moyenne, ce qui fait de lui le meilleur marqueur de l'équipe en championnat devant Melvin Ajinça et Noah Penda. Il est élu "joueur du mois" du Pôle France à plusieurs reprises comme en octobre 2020 ou janvier 2022.
Sa dernière saison en France fait l'objet d'un suivi particulier de France Télévisions pour la saison 2 de la série-documentaire CHAMPION(S).

### New Zealand Breakers (2022-2023)
À sa sortie du Centre fédéral, il dispose de plusieurs propositions en Betclic Élite comme celles du Paris Basketball, de l'ADA Blois ou encore de l'Élan béarnais.
Le 9 juin 2022, les New Zealand Breakers annoncent avoir signé Rayan Rupert. Ce club néo-zélandais dispute le championnat d'Australie et a vu passer deux Français l'année précédente, Ousmane Dieng et Hugo Besson, les deux finalement draftés en 2022.
En début d'année 2023, plusieurs sites spécialisés prévoient que Rayan Rupert sera sélectionné au premier tour de la draft 2023 de la NBA,.
Après une saison aboutie, Rayan Rupert et les New Zealand Breakers s'inclinent au cinquième et dernier match des Finales du championnat d'Australie contre les Sydney Kings à la mi-mars 2023.

### Trail Blazers de Portland (depuis 2023)
Le 19 avril 2023, il annonce officiellement sa candidature pour la draft 2023. 
Il est choisi en 43e position par les Trail Blazers de Portland et signe un contrat garanti sur plusieurs saisons. Avec un début de saison où Rayan ne joue quasiment qu'en G-League, l'entraîneur lui fait confiance pour la fin de saison où il sera de nombreuses fois dans le 5 titulaire, il finit la saison avec 3,8 points, 2,3 rebonds, 1,5 passe à 36% à 3 pts pour 4,6 d'évaluation le tout en 16 minutes en moyenne sur 39 matchs joués. 

### Équipes de France jeunes
Durant l'été 2021, il joue ses premiers matchs internationaux en sélections de jeunes. Il prend part à cinq rencontres lors des European Challengers U18 de 2021 (en). Il inscrit 53 points en 5 rencontres.
En juillet et août 2022, il participe au Championnat d'Europe des moins de 18 ans. Il marque 56 points en 7 matchs.

## Statistiques

### En Australie
| Saison    | Équipe      | Matchs | Titul. | Min./m | % Tir | % 3pts | % LF | Rbds/m. | Pass/m. | Int/m. | Ctr/m. | Pts/m. |
| --------- | ----------- | ------ | ------ | ------ | ----- | ------ | ---- | ------- | ------- | ------ | ------ | ------ |
| 2022-2023 | New Zealand | 31     | 31     | 18,1   | 36,9  | 31,2   | 73,8 | 2,40    | 0,8     | 0,70   | 0,20   | 6,80   |

### En NBA

#### Saison régulière
| Saison    | Équipe   | Matchs | Titul. | Min./m | % Tir | % 3pts | % LF | Rbds/m. | Pass/m. | Int/m. | Ctr/m. | Pts/m. |
| --------- | -------- | ------ | ------ | ------ | ----- | ------ | ---- | ------- | ------- | ------ | ------ | ------ |
| 2023-2024 | Portland | 38     | 11     | 15,6   | 33,6  | 36,6   | 78,3 | 2,30    | 1,50    | 0,30   | 0,10   | 3,80   |
| Carrière  | Carrière | 38     | 11     | 15,6   | 33,6  | 36,6   | 78,3 | 2,30    | 1,50    | 0,30   | 0,10   | 3,80   |

## Records sur une rencontre en NBA
Les records personnels de Rayan Rupert en NBA sont les suivants, :
| Type de statistique        | Saison régulière | Saison régulière        | Saison régulière  |
| Type de statistique        | Record           | Adversaire              | Date              |
| -------------------------- | ---------------- | ----------------------- | ----------------- |
| Points                     | 19               | @ Jazz de l'Utah        | 9 avril 2025      |
| Paniers marqués            | 7                | @ Jazz de l'Utah        | 9 avril 2025      |
| Paniers tentés             | 17               | @ Jazz de l'Utah        | 9 avril 2025      |
| Paniers à 3 points réussis | 4                | Thunder d'Oklahoma City | 1er novembre 2024 |
| Paniers à 3 points tentés  | 7                | 3 fois                  | 3 fois            |
| Lancers francs réussis     | 4                | 2 fois                  | 2 fois            |
| Lancers francs tentés      | 5                | @ Jazz de l'Utah        | 9 avril 2025      |
| Rebonds offensifs          | 3                | 2 fois                  | 2 fois            |
| Rebonds défensifs          | 6                | 2 fois                  | 2 fois            |
| Rebonds totaux             | 7                | @ Wizards de Washington | 5 avril 2024      |
| Passes décisives           | 5                | 4 fois                  | 4 fois            |
| Interceptions              | 3                | 4 fois                  | 4 fois            |
| Contres                    | 1                | 6 fois                  | 6 fois            |
| Balles perdues             | 3                | 4 fois                  | 4 fois            |
| Minutes jouées             | 40               | @ Kings de Sacramento   | 14 avril 2024     |

- Double-double : 0
- Triple-double : 0

Dernière mise à jour : 9 avril 2025

## Palmarès et distinctions individuelles
New Zealand Breakers :
- Vice-champion d'Australie 2022-2023

## Style de jeu
De ses dires, Rayan Rupert est un combo guard, autrement dit un arrière ou meneur. Grâce à une envergure de 2,20 m, une grande taille ainsi qu'une bonne mobilité, il peut notamment défendre sur les postes de meneur, arrière et ailier voire d'ailier fort.